# 아이맥 프로
아이맥 프로(영어: iMac Pro)는 애플에서 개발, 설계한 전문가용 올인원 매킨토시 데스크톱 컴퓨터이다. 2017년 6월 5일 발표되었으며 2017년 12월 14일 출시되었다. 애플은 본 제품이 역대 아이맥 중 가장 강력하다고 발표했다. 아이맥 프로가 판매되면서 맥 미니와 아이맥은 소비자 제품군에 속하며 맥 프로와 아이맥 프로는 전문가용 제품군에 속한다.

## 역사
2013년, 애플은 타워 맥 프로 데스크탑을 재설계된 모델로 교체했다. 이 기기는 업데이트 없이 몇 년 동안 방치되었고, 애플은 나중에 작은 디자인과 듀얼 그래픽 처리 장치에 초점을 맞춘 것이 실수였다는 것을 인정했다. 2017년 4월, 애플은 전문가용 맥에 대한 그들의 헌신을 재작성하기 위해 기자들과 임원들로 구성된 원탁회의를 소집하였다. 발표의 일환으로 새로운 모니터와 맥 프로가 발표되었지만 그 해에 출시되지는 않았다.
아이맥 프로는 2017년 6월 5일 WWDC에서 공개되었으며 2017년 12월 출시되었다. 애플은 이를 "이제껏 만든 맥 중 가장 강력한 맥"이라고 칭했다. 이 맥의 시작 가격은 $4999이다. 8코어, 10코어, 14코어, 18코어 인텔 제온 프로세서, 5K 디스플레이, AMD 베가 그래픽스, ECC 메모리, 10기가비트 이더넷을 포함한다. 암호화된 키를 저장하는 사용자 정의 애플 T2 칩과 부팅 프로세스를 잠글 수 있는 사용자 정의 버전의 macOS를 포함하고 있다. 2019년 3월 19일, 256 GB 메모리와 베가 64X GPU 옵션이 추가되었다. 2020년 8월 4일 애플은 8코어 모델을 단종하고 10코어 모델을 기본 모델로 만들었다.
2021년 3월 5일 애플은 아이맥 프로를 단종하고 공급이 지속되는 동안 판매를 계속할 것이라고 밝혔다. 2021년 3월 19일 애플의 웹사이트와 온라인 스토어에서 삭제되었다.

### 디자인
아이맥 프로의 프래임은 2012년에 출시된 27인치 아이맥에서 가져온 것이지만, 더 어두운 "스페이스 그레이" 마감으로만 사용할 수 있다. 아이맥과 함께 제공되는 흰색 액세서리와 달리, 아이맥 프로에는 숫자 키패드가 있는 검은색 매직 키보드와 검은색 매직 마우스 또는 매직 트랙패드가 함께 제공된다.

### 리퍼비시
프로세서, 메모리 및 스토리지는 납땜되지 않았으므로 제거할 수 있다. 27인치 아이맥과 달리 아이맥 프로는 메모리 접근 포트가 없지만, 메모리는 애플 스토어와 공인 서비스 제공업체에 의해 업그레이드가 가능하다. 메모리는 납땜이 되지 않아 디스플레이를 분해해야 하지만 사용자 교체가 가능하기는 하다.
아이맥 프로는 애플의 T2 보조 프로세서를 탑재한 최초의 모델이다. SSD 모듈이 많은 맥북 모델처럼 마더보드에 납땜되지 않았음에도 불구하고 T2 칩과 암호화 방식으로 연결되어 있어, 사용자가 SSD를 교체하기 힘들다. 이론적으로는 제거할 수 있기 때문에 교체할 수 있지만, 그렇게 하기 위해서는 광범위한 분해가 필요하며 일부 드라이브만 호환이 가능하다.
아이맥 프로의 스탠드는 사용자가 애플에서 판매하는 VESA 마운트 키트로 교체할 수 있다. 마운트는 파손되기 쉬운 아연 나사를 사용한다. VESA 어댑터는 애플 제품으로 상표가 지정되어 있지만, 실제로는 OEM 라이센스가 있는 제품이며, 애플은 VESA 어댑터를 지원하지 않는다.

## 사양
| iMac Pro 사양             | iMac Pro 사양                                                                                      |
| 구성 요소 / 프로세서 모델 | Intel Xeon 8, 10, 18 코어                                                                          |
| ------------------------- | -------------------------------------------------------------------------------------------------- |
| 모델                      | 2017                                                                                               |
| 출시일                    | 2017년 12월 14일                                                                                   |
| 외관                      | 스페이스 그레이 알루미늄과 유리                                                                    |
| 디스플레이                | 27", 5120 × 2880                                                                                   |
| 디스플레이                | 글로시 유리 커버 16:9, LED 백라이트 P3 지원 IPS 디스플레이 500 니트 밝기 10비트 색상               |
| 프로세서                  | 8코어 (W-2145), 10코어 (W-2155), 14코어 (W-2175), 18코어 (W-2195) Intel Xeon 프로세서              |
| 메모리                    | 32 GB, 64 GB, 128 GB 2666 MHz DDR4 ECC SDRAM                                                       |
| 그래픽                    | AMD Radeon Pro Vega 56 8GB HBM2 메모리, AMD Radeon Pro Vega 64 16 GB HBM2 메모리                   |
| 저장공간                  | 1, 2, 4TB PCIe기반 NVMe SSD                                                                        |
| 연결                      | 내장 802.11a/b/g/n/ac NBASE-T 이더넷 (1 Gb, 2.5 Gb, 5 Gb, 10 Gb 지원) 블루투스 4.2                 |
| 카메라                    | FaceTime HD 카메라 1080p (1920 × 1080; 2 MP)                                                       |
| 주변장치                  | 4× USB 3.0 SDXC 카드슬롯 (UHS-II 지원) 헤드폰/디지털 오디오 입출력 4× 썬더볼트 3 포트 (USB-C 타입) |
| 무게                      | 9.7 kg                                                                                             |